# Jimmy Dawkins & Big Voice Odom
Jimmy Dawkins & Big Voice Odom — студійний блюзовий альбом Джиммі Докінса та Біг Войс Одома, випущений франзуцьким лейблом Black & Blue в 1974 році.

## Опис
Запис альбому відбувся 26 листопада 1974 в Парижі в студії Barclay Studio. Перевиданий у 2002 році лейблом Evidence Records під назвою Born in Poverty. У записі взяв участь гітарист Отіс Раш. Серед композицій кавер-версії «It Serves You Right to Suffer» Джона Лі Хукера та «Ode to Billie Joe» Боббі Джентрі.

## Список композицій
1. «Life is a Mean Mistreater»  (Джиммі Докінс) — 6:10
2. «Mean Atlantic Ocean»  (Джиммі Докінс) — 5:44
3. «It Serves You Right to Suffer»  (Джон Лі Хукер) — 3:42
4. «Marcelle Jacques et Luc»  (Джиммі Докінс) — 3:56
5. «Ode to Billie Joe»  (Боббі Джентрі) — 3:00
6. «Don't Ever Leave Me Alone»
7. «No More Troubles»
8. «Tell Me Woman»
9. «Sweet Laura»
10. «Come to Me»

## Учасники запису
- Джиммі Докінс — гітара і вокал (1-5)
- Ендрю Одом — вокал (6-10)
- Отіс Раш — гітара
- Джером Ван Джонс — орган
- Джеймс Грін — бас
- Боб Планкетт — ударні